# Tuindorp-Oost
Tuindorp-Oost is een buurt in de wijk 'Noord-Oost' van de stad Utrecht, de hoofdstad van de Nederlandse provincie Utrecht. De buurt/subwijk werd in de jaren 60 gebouwd, nadat de gemeente Utrecht in 1954 een deel van de Voorveldse polder had geannexeerd. De naamgeving van de buurt is ontleend aan de ligging; de buurt ligt ten oosten van de jaren 30-buurt Tuindorp. Tuindorp-Oost grenst in het zuiden aan Zeeheldenbuurt, Wittevrouwen en in het oosten aan de buurt Voordorp. Aan de noordzijde van de buurt liggen een volkstuinencomplex en park De Groene Kop.
Tuindorp-Oost wordt gekenmerkt door eengezinswoningen en middelhoogbouw, in de vorm van appartementengebouwen en flats, langs de hoofdwegen. De buurt verschilt dan ook architectonisch, demografisch en qua karakter erg van Tuindorp.

## Straatnamen
De straten in Tuindorp-Oost zijn, net als in Tuindorp, hoofdzakelijk vernoemd naar hoogleraren en andere wetenschappers. In tegenstelling tot in Tuindorp beginnen de straatnamen niet met hun titel professor.
Vernoemd zijn onder anderen:
- Ernst Julius Cohen
- Jacobus Anthonie Fruin
- Hendrik Jacobus Hamaker
- Maria Anna van Herwerden
- Willem Kapteyn
- Gerhard Wilhelm Kernkamp
- Ben J. Kouwer
- Willem Molengraaff
- Jean Charles Naber
- Herman Theodorus Obbink
- Gerrit Trooster
- Willem Vogelzang
- Henricus Weve
- Cornelis Winkler
- Hendrik Zwaardemaker

Het wandelpad in park De Groene Kop is genoemd naar Hans Lubach (1935-2015), die zich als buurtbewoner jarenlang heeft ingezet voor de herinrichting van het park en de aanleg van het wandelpad.

## Galerij

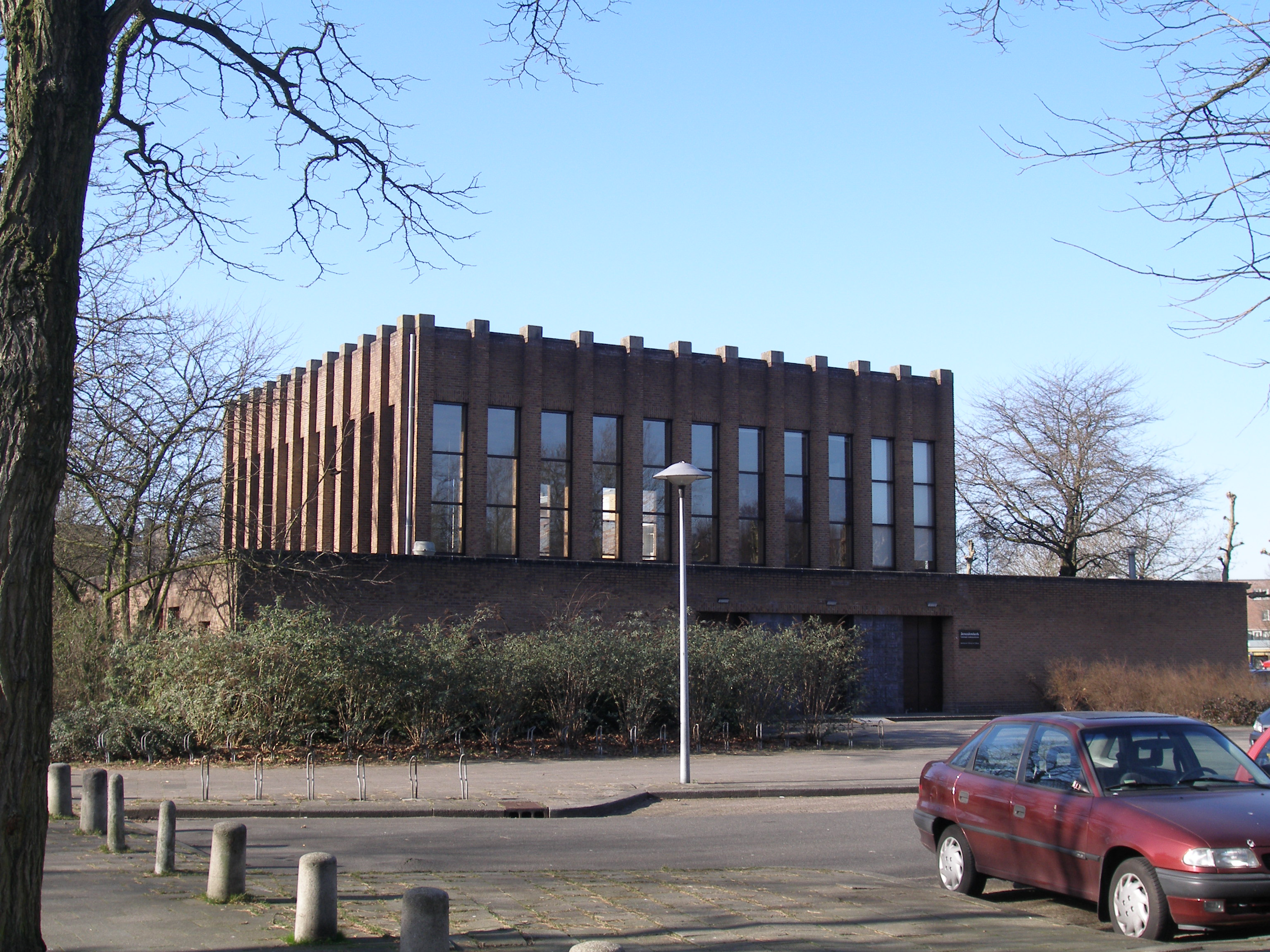
Jeruzalemkerk Tuindorp-Oost
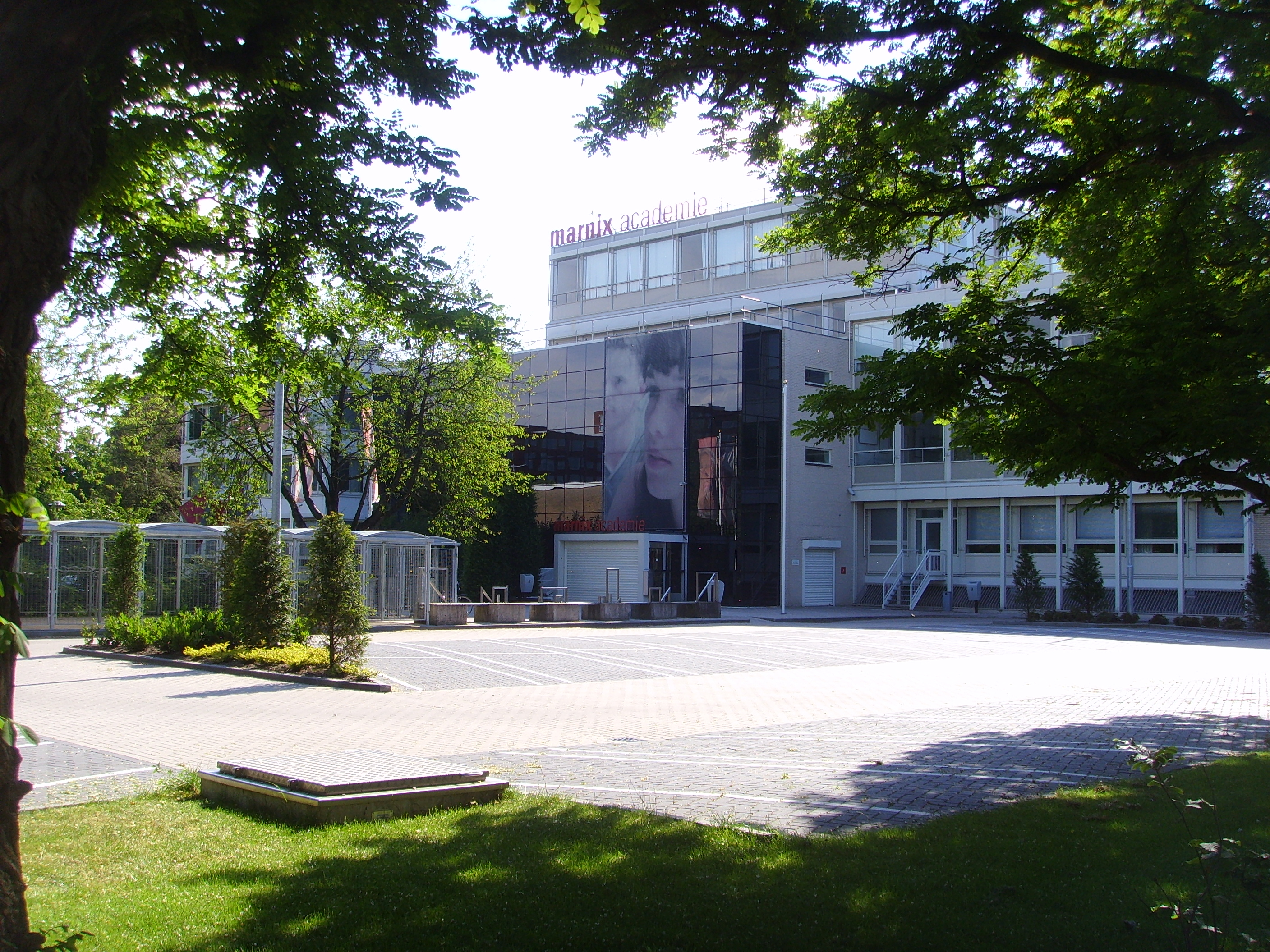
Marnix Academie in Tuindorp-Oost
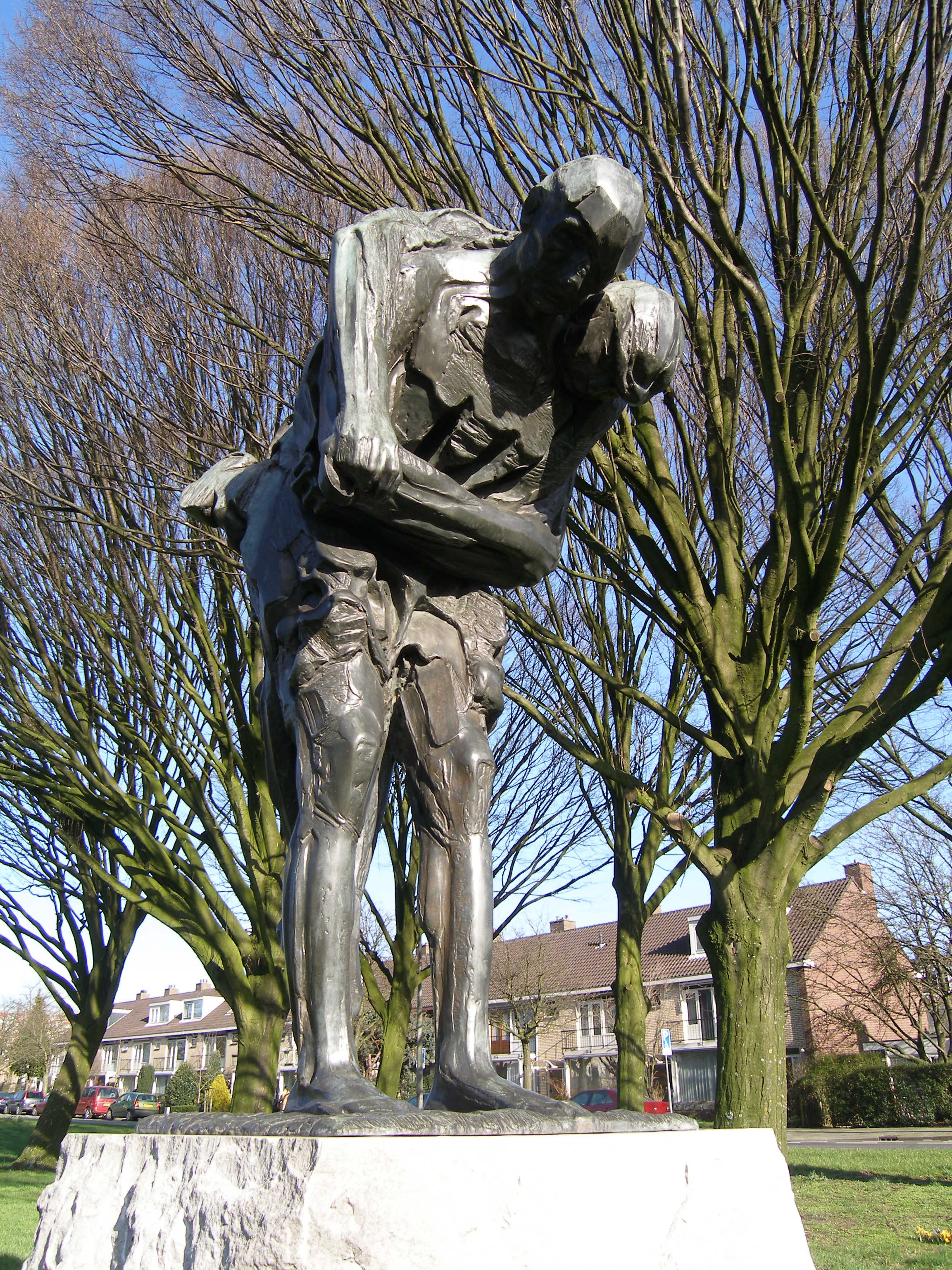
Barmhartige Samaritaan, Piet Esser
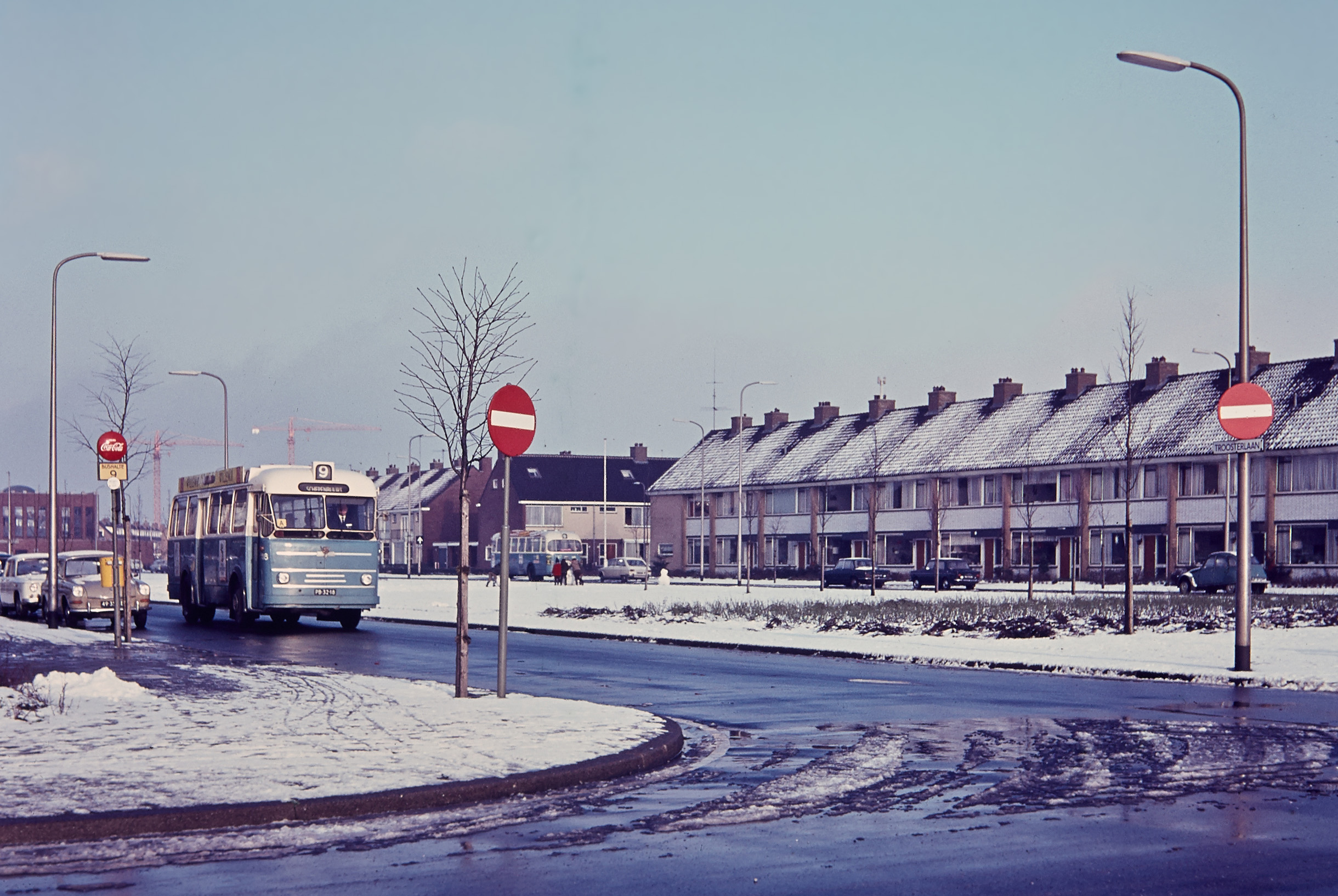
Troosterlaan, 1968

Huizingabuurt · Lauwerecht · Staatsliedenbuurt · Tuindorp · Tuindorp-Oost · Tuinwijk-Oost · Tuinwijk-West · Veemarkt · Vogelenbuurt · Voordorp · Wittevrouwen · Zeeheldenbuurt